# Лешукві
Лешукві (груз. ლეშუკვი) — село в Грузії.
За даними перепису населення 2014 року в селі проживає 33 особи.